# Енріке Гвайта
Енріке Гвайта (італ. Enrique Guaita, нар. 15 липня 1910, Лукас-Гонсалес — пом. 10 травня 1959, Баїя-Бланка) — аргентинський та італійський футболіст, що грав на позиції нападника, зокрема за збірні Аргентини та Італії.
У складі італійської збірної — чемпіон світу, а в складі збірної Аргентини — чемпіон Південної Америки.

## Клубна кар'єра
Народився 15 липня 1910 року в місті Лукас-Гонсалес. Вихованець футбольної школи клубу «Естудьянтес». Дорослу футбольну кар'єру 17-річний нападник розпочав 1928 року в основній команді того ж клубу, в якій провів п'ять сезонів, ставши одним з головних її нападників.
На молодого нападника звернули увагу скаути італійської «Роми», і 1933 року він став одним з багатьох аргентинських футболістів, які перетнули Атлантику аби грати в Серії A. Гвайта виявився серед них одним із найталановитіших, вже у своєму другому сезоні в Італії ставши найкращим бомбардиром італійської першості, забивши 28 голів у 29 матчах. Втім продовжити виступи на полях Італії Гвайті, як і його партнерам по команді, також аргентинцям, Алехандро Скопеллі та Андресу Станьяро, не судилося. Фашистська Італія саме готувалася до війни в Ефіопії і в рамках мобілізації виклики до казарм отримали й аргентинські футболісти «Роми», які на той час вже отримали італійське громадянство. Попри запевнення керівництва клубу, що до Африки гравців не відправлять, аргентинці вирішили не ризикувати й таємно виїхали до Франції, звідки повернулися на батьківщину.
В Аргентині Гвайта 1936 року став гравцем «Расинга» (Авельянеда), а протягом 1938–1939 років грав за рідний «Естудьянтес», після чого припинив виступи на професійному рівні.
Помер 10 травня 1959 року на 49-му році життя у місті Баїя-Бланка.

## Виступи за збірні
1933 року дебютував в офіційних матчах у складі національної збірної Аргентини, провівши в її складі 3 гри. 
Того ж року, вже перебравшись до Італії, провів одну гру за другу збірну цієї країни. А на початку 1934 був викликаний до головної збірної Італії, ставши автором обох голів італійців у програному нимі матчі Кубка Центральної Європи 1933—1935 проти збірної Австрії (2:4). Пізніше того ж року був включений до складу італійської збірної для участі у домашньому чемпіонаті світу. У першій грі турніру на стадії 1/8 фіналу на поле не виходив, але згодом брав участь в усіх іграх італійців на турнірі, включаючи виграний ними фінальний матч проти збірної Чехословаччини. До того у півфінальній грі проти австрійців став автором єдиного голу зустрічі, принісши італійцям перемогу і право участі у фіналі.
Після повернення до Аргентини знову залучався до її збірної, зокрема став у її складі континентальним чемпіоном 1937 року.
| Дата       | Місто     | Господарі | Результат | Гості          | Турнір                   | Голи | Примітки     |
| ---------- | --------- | --------- | --------- | -------------- | ------------------------ | ---- | ------------ |
| 11-2-1934  | Турин     | Італія    | 2 – 4     | Австрія        | Кубок Центральної Європи | 2    |              |
| 25-3-1934  | Мілан     | Італія    | 4 – 0     | Греція         | Відбір до ЧС 1934        | -    |              |
| 31-5-1934  | Флоренція | Італія    | 1 – 1     | Іспанія        | ЧС 1934 - чвертьфінал    | -    |              |
| 1-6-1934   | Флоренція | Італія    | 1 – 0     | Іспанія        | ЧС 1934 - чвертьфінал    | -    | перегравання |
| 3-6-1934   | Мілан     | Італія    | 1 – 0     | Австрія        | ЧС 1934 - півфінал       | 1    |              |
| 10-6-1934  | Рим       | Італія    | 2 – 1     | Чехословаччина | ЧС 1934 - Фінал          | -    | Перший титул |
| 14-11-1934 | Лондон    | Англія    | 3 – 2     | Італія         | товариський матч         | -    |              |
| 9-12-1934  | Мілан     | Італія    | 4 – 2     | Угорщина       | товариський матч         | 2    |              |
| 17-2-1935  | Рим       | Італія    | 2 – 1     | Франція        | товариський матч         | -    |              |
| 24-3-1935  | Відень    | Австрія   | 0 – 2     | Італія         | Кубок Центральної Європи | -    |              |
| Усього     |           | Матчів    | 10        |                | Голів                    | 5    |              |

### Статистика виступів у кубку Мітропи
| №                      | Розіграш               | Стадія                 | Дата та місце проведення | Команда 1              | Рахунок                                           | Команда 2   | Голи та інші дії |
| ---------------------- | ---------------------- | ---------------------- | ------------------------ | ---------------------- | ------------------------------------------------- | ----------- | ---------------- |
| 1                      | 1935                   | 1/8                    | 16.06.1935, Рим          | Рома                   | 3:1 [Архівовано 16 січня 2021 у Wayback Machine.] | Ференцварош |                  |
| 2                      | 1935                   | 1/8                    | 22.06.1935, Будапешт     | Ференцварош            | 8:0 [Архівовано 21 січня 2021 у Wayback Machine.] | Рома        |                  |
| Всього у кубку Мітропи | Всього у кубку Мітропи | Всього у кубку Мітропи | Всього у кубку Мітропи   | Всього у кубку Мітропи | 2                                                 |             | 0                |

## Титули і досягнення

### Командні
- Чемпіон світу (1):

 Італія: 1934
- Володар Кубка Америки (1):

 Аргентина: 1937

### Особисті
- Найкращий бомбардир Серії A (1):

1934–35 (28)